# Syzygium howii
Syzygium howii är en myrtenväxtart som beskrevs av Elmer Drew Merrill och Lily May Perry. Syzygium howii ingår i släktet Syzygium och familjen myrtenväxter.
Artens utbredningsområde är Hainan (Kina). Inga underarter finns listade i Catalogue of Life.